# Sagres (corvetta)
La Sagres era un corvetta a propulsione mista da 10 cannoni della Reale Marina portoghese, costruita in Gran Bretagna nella seconda metà degli anni cinquanta del XIX secolo, e rimasta in servizio dal 1858 al 1898.

## Storia
La corvetta Sagres, unità con scafo in legno, fu costruita presso i cantieri navali Young, Son & Magnay di Limehouse, in Inghilterra. I piani costruttivi furono redatti dall'ingegnere Charles Cousin, e la costruzione fu realizzata sotto la supervisione dell'ammiraglio Sir George Sartorius, conte di Penha Firme. L'attrezzatura velica era come una galea a tre alberi. L'apparato propulsivo era composto da quattro caldaie a bassa pressione Humphreys, Tennent & Dyle di Deptford, che fornivano una potenza di 300 CV. Spinta dalle caldaie poteva raggiungere una velocità massima di  12 nodi. La nave aveva un castello e un cassero e anche una sovrastruttura, a poppavia della vela di trinchetto. Il suo interno era suddiviso in tre ponti.
L'albero era interamente in legno e, oltre agli alberi di maestra, aveva altri due alberi di gabbia. Il bompresso era prolungato dal tangone del fiocco. Quattro pennoni attraversavano ciascun albero. Un timpano e un boma erano fissati all'albero di trinchetto e all'albero maestro, e un timpano e un boma erano fissati all'albero di mezzana, dove era armata una vela latina. Al varo della nave, avvenuto il 3 giugno del 1858, era presente il ministro degli affari esteri portoghese Francisco de Almeida Portugal, II Conte di Lavradio. 
Dopo aver completato le prove in mare, la nave lasciò Portsmouth il 14 settembre 1858, e dopo  quattro giorni e arrivò a Lisbona, dove gettò l'ancora il 18 dello stesso mese. In quello stesso anno partecipò alla missione condotto dal principe Luigi a Madeira e nelle Azzorre. L'anno successivo fece parte di una squadra navale che trasportò la coppia reale Maria Anna Ferdinanda di Braganza e Giorgio di Sassonia ad Anversa, in Belgio. Nel 1860 fu scelta per rendere omaggio all'Imperatrice d'Austria Elisabetta. Nel 1862 effettuò una missione diplomatica a Genova, e in quello stesso anno fece parte della squadra navale che trasportò la regina Maria Pia, moglie di re Luigi I, da Genova a Lisbona.
Nel gennaio 1863, al comando di Álvaro Soares Andreia in possesso della "lettera di nomina", la nave lasciò Lisbona con la missione di reprimere la tratta degli schiavi e il contrabbando, e proteggere il commercio legale. L'incarico doveva essere svolto sotto il comando della Stazione Navale dell'Angola. Nel 1865, salpata da Bordeaux, fece parte di una divisione navale che trasportò i sovrani portoghesi che si recavano in visita a quelli italiani.
Nel 1866, la Sagres subì importanti lavori di ristrutturazione, tra cui la sostituzione di pezzi di artiglieria, delle caldaie e degli alberi.
Alla fine del 1868, tornò alla Stazione Navale dell'Angola, con gli stessi obiettivi dell'incarico precedente. Nel 1873, dopo lunghe riparazioni, la nave tornò a Luanda, con a bordo l'ammiraglio José Baptista de Andrade, recentemente nominato governatore generale e comandante della Stazione Navale dell'Angola. Nel 1875 partì per Cascais dove fu posta agli ordini diretti di re Luigi I.
Durante le sue missioni, la corvetta Sagres visitò, tra gli altri, i porti stranieri di Southampton, Greenhithe, Anversa, Bordeaux, Tangeri, Gibilterra, Vigo, Genova, Rio de Janeiro, Salvador e Pernambuco.
Il 13 novembre 1876 l'unità fu posta in disarmo. Da quel momento in poi, ospitò la neonata Scuola cadetti della Marina Portoghese di Porto. A tal fine, la nave subì un periodo di ricostruzione durante il quale fu rimosso l'apparato motore e gli spazi liberi furono adattati ad aule, ponti e cabine. L'armamento, già obsoleto, fu sostituito da uno più recente a scopo di addestramento.
Dopo essere stata opportunamente adattata, la Sagres fu rimorchiata fino al fiume Duero, a Porto, dove rimase ancorata a partire dal 5 ottobre 1882. Accolse i suoi primi allievi nel maggio del 1884.
Nel 1898, a causa dello stato di degrado della corvetta, la Scuola Cadetti della Marina Portoghese di Porto fu trasferita sulla corvetta Dona Estefânia. Il 7 settembre dello stesso anno, la "Sagres" fu posta in disarmo e smantellata poco dopo.